# 布雷肯里奇號驅逐艦 (DD-148)
布雷肯里奇號驅逐艦（舷號DD-148）是一艘美國海軍建造的驅逐艦，為維克斯級驅逐艦的74號艦。她是美軍第一艘以布雷肯里奇為名的軍艦，以紀念美西戰爭時期的海軍軍官小約瑟·布雷肯里奇（Joseph Cabell Breckinridge, Jr.）。
布雷肯里奇號在1918年於克雷普父子造船廠開始建造，在同年下水，於1919年服役，其時第一次世界大戰已經結束。稍後布雷肯里奇號留在大西洋執勤，測試新型聲納，並在1922年退役封存。1930年布雷肯里奇號重返現役，在太平洋及大西洋之間作訓練用途，在1936年再次退役。第二次世界大戰爆發後，布雷肯里奇號重新服役，並派往大西洋海域作中立巡航，護航商船。1944年布雷肯里奇號改為訓練艦，在1945年退役除籍，並在1946年出售拆解。
布雷肯里奇號在第二次世界大戰共獲一枚戰鬥之星。